# أيلين برينغل
أيلين برينغل (بالإنجليزية: Aileen Pringle) هي ممثلة أمريكية، ولدت في 23 يوليو 1895 في سان فرانسيسكو في الولايات المتحدة، وتوفيت في 16 ديسمبر 1989 في نيويورك في الولايات المتحدة.

## أعمال

### أفلام
- الخدعة الكبرى
- لورا
- منذ أن رحلت

## وصلات خارجية
- أيلين برينغل على موقع IMDb (الإنجليزية)
- أيلين برينغل على موقع ألو سيني (الفرنسية)
- أيلين برينغل على موقع أول موفي (الإنجليزية)
- أيلين برينغل على موقع قاعدة بيانات الفيلم (الإنجليزية)